# 朱儀 (崇禎特用)
朱儀（？—1644年），字象先，寧國府涇縣人，明朝政治人物。

## 生平
朱儀是崇禎九年（1636年）丙子科應天鄉試舉人，十三年（1640年）赐特用出身，獲授嘉定知州。張獻忠攻打四川，人民不安，都勸他離去，他堅持不走；張獻忠軍隊來到，多人攻城。他束起野草灌油，焚燒後投擲，城破後再次修復。。張獻忠生氣，因此攻得越來越急；城中弓箭和糧食用盡，朱儀對兒子朱命錫說：「大義不過君親，不可以為不義屈服。」妻子胡氏奮然說：「臣死君是忠。子死父是孝。臣妾不能只為夫君守節！」用金簪刺喉而死。朱儀穿起朝服向北拜，命家人拿起火炬，和命錫及胡氏屍體自焚而死；朱儀生前也擅長文章和書法。